# Trocadéro

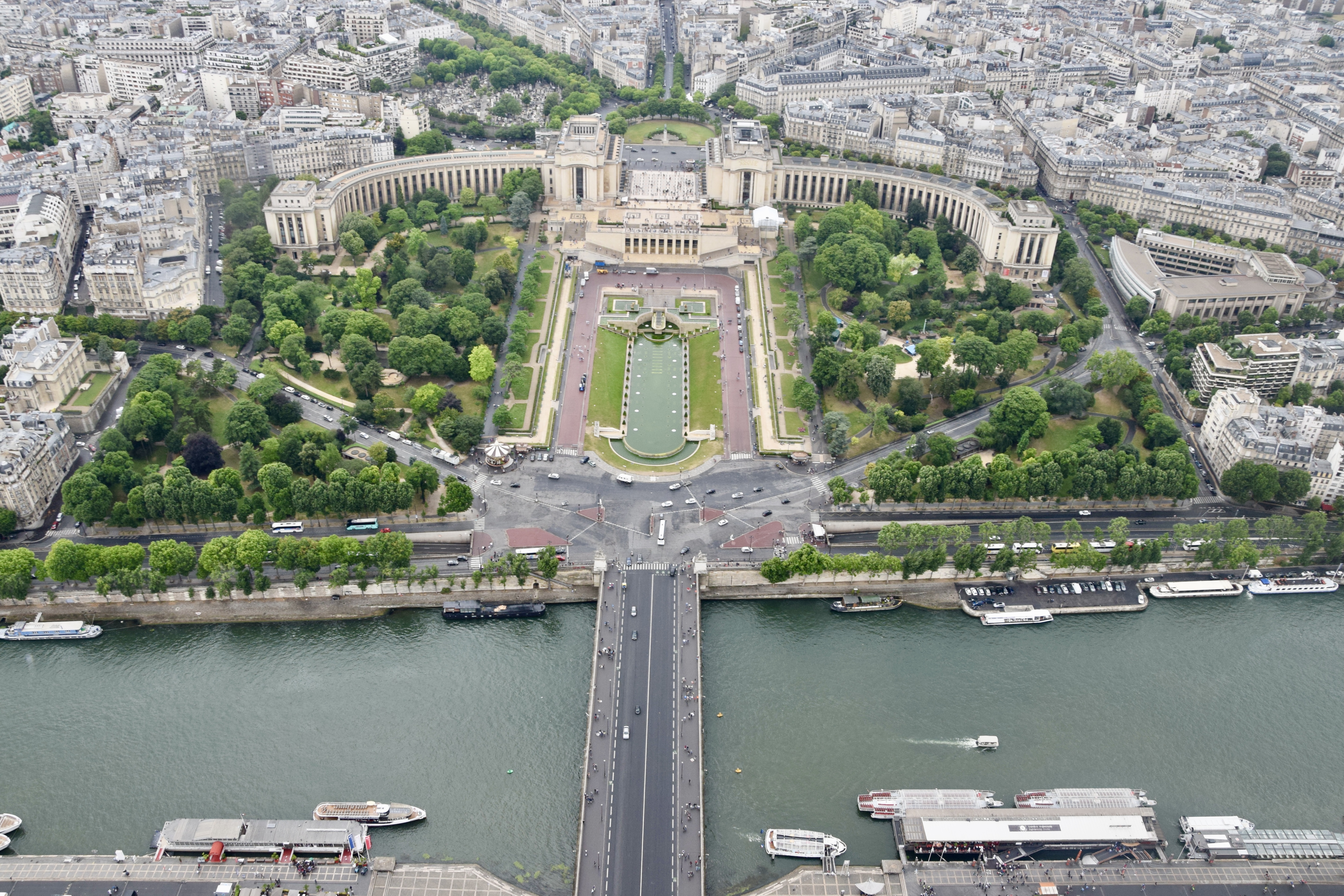
Place du Trocadero- Vista do topo da Torre Eiffel, Paris

O Trocadéro é um lugar de Paris, localizado no 16º arrondissement de Paris, do lado oposto do rio Sena a partir da Torre Eiffel. 
Neste local existiu o Ancien Palais du Trocadéro no lugar onde se ergue o actual Palácio de Chaillot.
O local também recebeu a cerimônia de abertura dos Jogos Olímpicos de Verão de 2024, ficando responsável pelos momentos protocolares como a chegada dos atletas, execução dos hinos, discursos de boas-vindas e a inauguração da tocha olímpica.